# Архитектура Советской Украины
«Архитектура Советской Украины» (укр. Архітектура Радянської України) — первый профессиональный ежемесячный иллюстрированный журнал Союза архитекторов Украинской ССР (ныне Национальный союз архитекторов Украины).
Издавался на украинском языке в Киеве с 1938 года по решению Первого съезда архитекторов Украинской ССР. Освещал вопросы истории архитектуры и проекты развития украинских советских городов. Прекратил выходить в 1941 году в связи с началом Великой Отечественной войны. Всего было издано 40 номеров журнала.
На страницах журнала помещались проекты застройки центра столицы УССР, новых общественных и жилых зданий Киева, типового жилья колхозников, малометражных экономичных квартир, рассматривались новые строительные технологии, репортажи с художественных выставок, терминологический словарь, действовали постоянные рубрики «Архитектурные кадры», «Календарь архитектора», библиография и др.